# Walter Alfred Fitz Maurice
Walter Alfred Fitz Maurice (1924 - 10 de octubre de 2015) es un botánico estadounidense, especialista en taxonomía en el desierto de Chihuahua.
Fue residente en San Luis Potosí desde los años 70, apasionándose por las cactáceas, formando la mejor colección viva que existe del género Mammillaria. Con el curador Charles Edward Glass (1934-1998), ha mantenido con el jardín botánico de San Miguel de Allende "El Charco del Ingenio" durante años relaciones de intercambio y amistad. Y como su muy avanzada edad les impide atender dicha colección, los Fitz han pedido al Jardín botánico que la reciba y la integre a sus colecciones de plantas. Por tratarse de una colección formada por ejemplares patrimonio de México, se ha traspasado su custodia al Charco.
En 1986, por el contrabando de especies protegidas hacia EE. UU. tuvo una causa penal, por la cual fue erróneamente acusado.

## Algunas publicaciones
- e.f. Anderson, w.a. fitz Maurtice. 1997. Anocarpus Revisited. Haseltonia 5: 1 -20

- c. Glass, w.a. fitz Maurtice. 1988. New taxa of Cactaceae from Nuevo león. Cactáceas y suculentas mexicanas 33-38: 19-27

- La abreviatura «W.A.Fitz Maur.» se emplea para indicar a Walter Alfred Fitz Maurice como autoridad en la descripción y clasificación científica de los vegetales.[5]